# 阿爾丹河

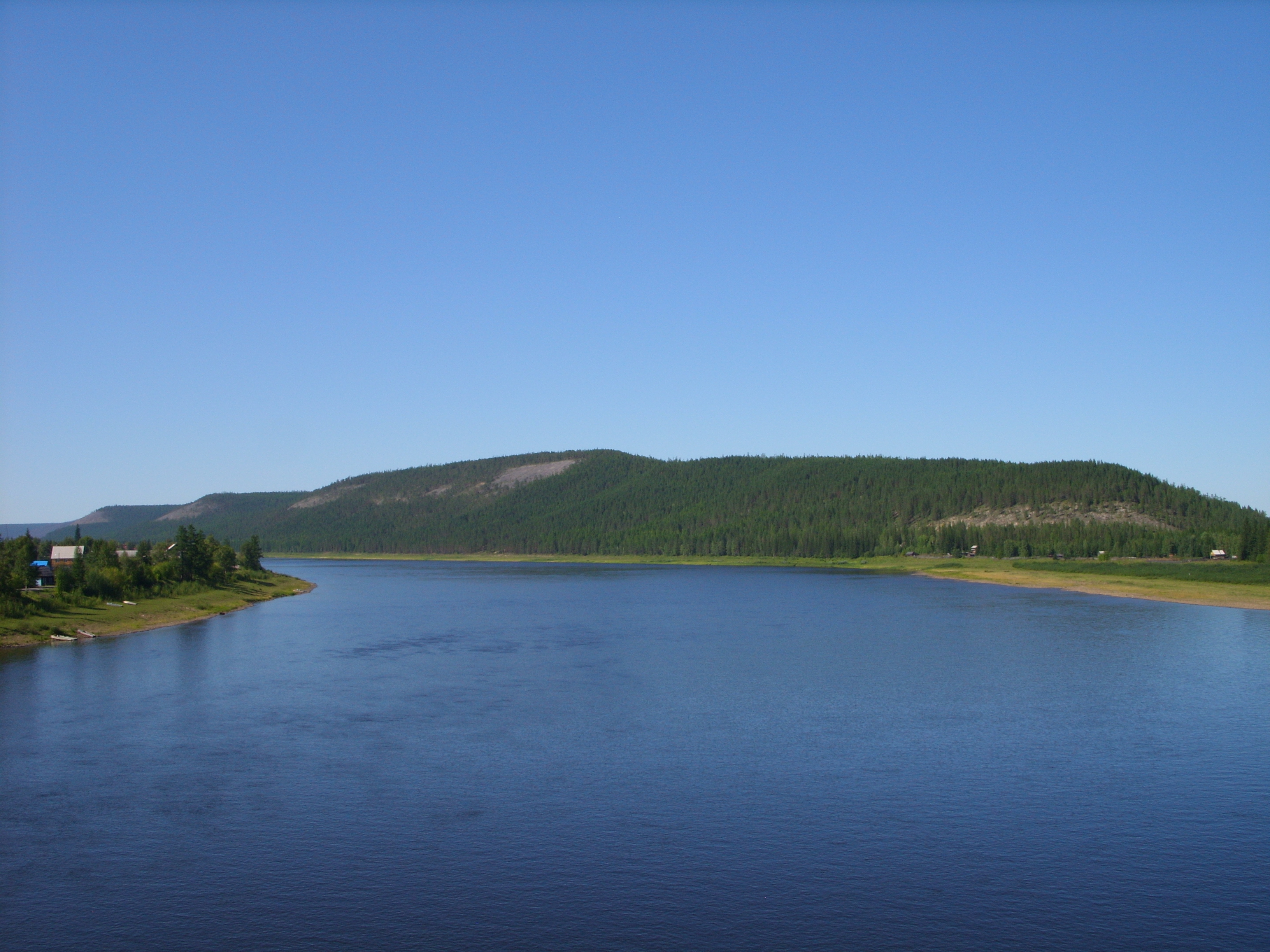
阿爾丹河

阿爾丹河（俄语：Алдан）位於西伯利亞東部，是勒拿河第二長的支流，全長2,273公里，其中1,600公里可通航。流域面積729 000平方公里，平均流量5060立方公尺/秒。發源於外興安嶺西南。向東北流過阿爾丹、乌斯季马亚、埃利季坎和汉德加，然後轉向西北，在巴塔迈附近注入勒拿河。本河主要支流有阿姆加河、乌丘尔河和马亚河。流域盛產金和寒武紀化石。